# Teen Wolf (telessérie de 2011)
Teen Wolf é uma série de televisão americana desenvolvida por Jeff Davis para a MTV. A série é vagamente baseada no filme de 1985 de mesmo nome. Scott Gregorio Howard McCall, interpretado por Tyler Posey, é um adolescente que foi mordido por um lobisomem numa noite enquanto procurava um corpo junto com seu melhor amigo Mieczylaw "Stiles" Stilinski, interpretado por Dylan O'Brien, em uma floresta na cidade, Beacon Hills na Califórnia. Depois disso o jovem adolescente precisa lidar com novas mudanças, novos desafios em sua vida e principalmente salvar seu amigos de futuros perigos. A classificação indicativa de Teen wolf no Brasil é "Não recomendado para menores de 16 anos"
Teen Wolf estreou dia 5 de Junho de 2011, na sequência do MTV Movie Awards 2011. Em 24 de Julho de 2014, a MTV renovou Teen Wolf para uma quinta temporada contando com 20 episódios, que estreou dia 29 de Junho de 2015. Em 9 de Julho de 2015, Teen Wolf foi renovada para uma sexta temporada. A série recebeu uma crítica relativamente positiva dos críticos em geral.
No dia 24 de Setembro de 2021, foi anunciado oficialmente que Teen wolf voltaria desta vez para um filme no Paramount Plus. O filme foi lançado na plataforma de streaming em 26 de janeiro de 2023.

## Sinopse
A série gira em torno de Scott Gregorio Howard McCall, um estudante do ensino médio que vive na cidade de Beacon Hills. A vida de Scott muda drasticamente quando ele é mordido por um lobisomem em uma noite, enquanto vagava pela floresta em busca de um cadáver junto ao seu melhor amigo "Stiles". Scott então, torna-se um lobisomem e deve aprender a conviver com sua nova identidade problemática e com sua vida adolescente, contando com a ajuda de: Mieczysław "Stiles" Stilinski, seu melhor amigo humano; Celestine Allison Argent, seu primeiro interesse amoroso que vem de uma família de caçadores de lobisomens; Lydia Camille-Grace Martin, uma banshee e melhor amiga de Allison; Jackson Whittemore um kanima e ex-rival de Scott; Derek Hale, um lobisomem misterioso com um passado obscuro; Malia Elizabeth Tate, uma werecoite; Kira Ga-Yoon Yukimura, uma kitsune e seu interesse amoroso depois do fim de seu relacionamento com Celestine Allison Argent; Liam Eugene Dunbar e Hayden Romero, lobisomens betas de Scott, bem como vários outros lobisomens que vem até Beacon Hills. Ao longo de sua jornada, Scott faz também vários inimigos, os quais ameaçam a segurança de seus entes queridos, e também os demais moradores de Beacon Hills.

## Elenco
| Personagem                    | Temporada    | Temporada    | Temporada    | Temporada  | Temporada    | Temporada    |
| Personagem                    | 1            | 2            | 3            | 4          | 5            | 6            |
| ----------------------------- | ------------ | ------------ | ------------ | ---------- | ------------ | ------------ |
| Scott McCall                  | Principal    | Principal    | Principal    | Principal  | Principal    | Principal    |
| Allison Argent                | Principal    | Principal    | Principal    |            | Participação |              |
| Mieczysław "Stiles" Stilinski | Principal    | Principal    | Principal    | Principal  | Principal    | Recorrente   |
| Derek Hale                    | Principal    | Principal    | Principal    | Principal  |              | Participação |
| Lydia Martin                  | Principal    | Principal    | Principal    | Principal  | Principal    | Principal    |
| Jackson Whittemore            | Principal    | Principal    |              |            |              | Participação |
| Malia Tate                    |              |              | Participação | Principal  | Principal    | Principal    |
| Kira Yukimura                 |              |              | Recorrente   | Principal  | Principal    |              |
| Liam Dunbar                   |              |              |              | Recorrente | Principal    | Principal    |
| Noah Stilinski                | Recorrente   | Recorrente   | Recorrente   | Recorrente | Recorrente   | Principal    |
| Melissa McCall                | Recorrente   | Recorrente   | Recorrente   | Recorrente | Recorrente   | Principal    |
| Christopher "Chris" Argent    | Recorrente   | Recorrente   | Recorrente   | Recorrente | Recorrente   | Principal    |
| Recorrente                    |              |              |              |            |              |              |
| Coach Robert "Bobby" Finstock | Recorrente   | Recorrente   | Recorrente   | Recorrente | Participação | Recorrente   |
| Alan Deaton                   | Recorrente   | Recorrente   | Recorrente   | Recorrente | Recorrente   | Participação |
| Victoria Argent               | Recorrente   | Recorrente   | Participação |            |              |              |
| Danny Mahealani               | Recorrente   | Recorrente   | Recorrente   |            |              |              |
| Adrian Harris                 | Recorrente   | Recorrente   | Participação |            |              |              |
| Katherina "Kate" Argent       | Recorrente   |              | Participação | Recorrente |              | Participação |
| Peter Hale                    | Recorrente   | Recorrente   | Recorrente   | Recorrente |              | Recorrente   |
| Natalie Martin                | Participação | Participação | Recorrente   | Recorrente | Recorrente   | Recorrente   |
| Matthew "Matt" Daehler        |              | Recorrente   |              |            |              |              |
| Gerard Argent                 |              | Recorrente   | Recorrente   |            | Recorrente   | Participação |
| Isaac Lahey                   |              | Recorrente   | Recorrente   |            |              |              |
| Erica Reyes                   |              | Recorrente   | Participação |            |              |              |
| Vernon Boyd                   |              | Recorrente   | Recorrente   |            |              |              |
| Marin Morrell                 |              | Recorrente   | Recorrente   |            |              |              |
| Braeden                       |              |              | Recorrente   | Recorrente | Participação |              |
| Ethan Steiner                 |              |              | Recorrente   | Recorrente |              | Participação |
| Aiden Steiner                 |              |              | Recorrente   | Recorrente | Participação |              |
| Jennifer Blake                |              |              | Recorrente   |            |              | Participação |
| Kali                          |              |              | Recorrente   |            |              |              |
| Ennis                         |              |              | Recorrente   |            |              |              |
| Deucalion                     |              |              | Recorrente   |            | Recorrente   | Participação |
| Cora Hale                     |              |              | Recorrente   |            |              |              |
| Agente Rafael McCall          |              |              | Recorrente   | Recorrente |              | Participação |
| Jordan Parrish                |              |              | Recorrente   | Recorrente | Recorrente   | Recorrente   |
| Noshiko Yukimura              |              |              | Recorrente   | Recorrente | Recorrente   | Participação |
| Ken Yukimura                  |              |              | Recorrente   | Recorrente | Recorrente   |              |
| "Nogitsune"                   |              |              | Recorrente   |            |              |              |
| Meredith Walker               |              |              | Participação | Recorrente | Recorrente   |              |
| Mason Hewitt                  |              |              |              | Recorrente | Recorrente   | Recorrente   |
| Brett Talbot                  |              |              |              | Recorrente | Recorrente   | Participação |
| Sydney                        |              |              |              | Recorrente | Recorrente   | Participação |
| Theodore "Theo" Raeken        |              |              |              |            | Recorrente   | Recorrente   |
| Hayden Romero                 |              |              |              |            | Recorrente   | Recorrente   |
| Corey Bryant                  |              |              |              |            | Recorrente   | Recorrente   |
| Tracy Stewart                 |              |              |              |            | Recorrente   |              |
| Josh Diaz                     |              |              |              |            | Recorrente   |              |
| Corinne / "Loba do Deserto"   |              |              |              |            | Recorrente   |              |
| Claudia Stilinski             |              |              |              |            | Participação | Recorrente   |
| Gwen                          |              |              |              |            |              | Recorrente   |
| Garrett Douglas               |              |              |              |            |              | Recorrente   |
| Jayden                        |              |              |              |            |              | Recorrente   |
| Nathan Pierce                 |              |              |              |            |              | Recorrente   |
| Tamora Monroe                 |              |              |              |            |              | Recorrente   |
| Nolan Holloway                |              |              |              |            |              | Recorrente   |
| Gabe                          |              |              |              |            |              | Recorrente   |

## Enredo

### Primeira temporada
Scott Howard Gregorio McCall (Tyler Posey), é um adolescente comum, que sofre de asma e vive com sua mãe divorciada na cidade de Beacon Hills. Uma noite, ele e seu melhor amigo Mieczyslaw "Stiles" Stilinski (Dylan O'Brien), o filho do xerife local, Xerife Noah Stilinski (Linden Ashby), descobrem que a metade de um cadáver foi encontrado pela polícia na floresta. Os dois partem para encontrar a outra metade, mas Scott é atacado e arranhado por um lobisomen. Com sua recém-descoberta licantropia, Scott ganha habilidades sobrenaturais, como maior velocidade e sentidos aguçados, permitindo-lhe se destacar como o capitão da equipe de lacrosse. Ele ganha o respeito da garota popular, Lydia Camille-Grace Martin (Holland Roden) e a inveja de seu namorado jogador de lacrosse Jackson Whittemore (Colton Haynes). Scott também desenvolve um relacionamento romântico com a recém chegada na escola, Celestine Allison Argent (Crystal Reed); no entanto, ele descobre que seu pai Christopher Argent (JR Bourne) é um caçador de lobisomem.
Scott e Stiles conhecem o lobisomem beta Derek Hale (Tyler Hoechlin), cuja família morreu em chamas durante um incêndio misterioso em sua casa há 6 anos. Eles encontram a segunda metade do cadáver desaparecido e descobrem que é irmã de Derek, Laura Hale (Haley Roe Murphy) . Percebendo as conseqüências e os perigos da sua nova vida, ele é forçado a proteger seus colegas e entes queridos, incluindo sua namorada Allison, que não sabe que pertence a uma família de caçadores.
A cruel tia de Allison caçadora de lobisomem, Katherina Argent (Jill Wagner), chega à cidade. Derek suspeita que o misterioso chefe de Scott, Dr. Alan Deaton (Seth Gilliam) é o lobisomem Alpha, mas depois confirmou-se que ele não é, Alan admite que ele está ciente do mundo sobrenatural e se torna aliado de Scott. Jackson descobre que Scott é um lobisomem e elabora um plano para se tornar um lobisomem para rivalizar com o sucesso de Scott no lacrosse. A identidade do lobisomem Alpha é descoberto, ele é tio de Derek, Peter Hale (Ian Bohen), que foi o único sobrevivente do incêndio. Kate revela a Derek que foi ela quem começou o fogo, e ela também revela a existência de lobisomens para Allison.
Chris descobre que Scott é um lobisomem, mas percebe que ele é inocente. Peter morde Lydia, que fica inconsciente, e mais tarde se descobre que ela é misteriosamente imune à mordida. Allison descobre que Scott é um lobisomem, mas isso não muda seus sentimentos românticos sobre ele. Scott descobre que Peter tinha matado Laura para se tornar um lobisomem Alpha.
No final, Peter corta a garganta de Kate na frente de Alisson, e depois de Peter ser derrotado por Scott, Alisson, Stiles, Jackson e Chris, Derek o mata se tornando o novo alpha.

### Segunda temporada
Scott (Tyler Posey) e Allison (Crystal Reed) escondem sua renovada relação dos pais de Allison, que se opõem a ela, porque Scott é um lobisomem. Lydia sofre alucinações crônicas desde a mordida de Peter (Ian Bohen), agora morto, cujo Derek (Tyler Hoechlin) matou para se tornar o novo Alpha lobisomem. Derek recruta um adolescente abusado Isaac David Lahey (Daniel Sharman) para sua alcateia. Jackson Whittemore (Colton Haynes) mostra sinais de imunidade à mordida de Derek, mas o motivo é mistério. Como avô cruel de Allison, Gerard (Michael Hogan) chega à cidade para o funeral de sua filha Kate (Jill Wagner), ele decide vingar sua morte, declarando guerra contra todos os lobisomens, inocentes ou não.
Jackson é revelado ser o Kanima, controlado por um mestre desconhecido, que pode matar ou prejudicar em ordens. Lydia descobre que o misterioso menino (Michael Fjordbak) que tinha alucinações não existe e é na verdade um jovem Peter. Apesar de morto, Peter é capaz de usá-la para atrair Derek para uma antiga casa, a fim de tornar-se ressuscitado. Victoria descobre que Scott e Allison ainda estão juntos. Derek acaba mordendo a mãe de Allison, Victoria Argent (Eaddy Mays), que comete suicídio antes que se transformar-se em um lobisomem. Culpa pela morte de Victoria cai sobre Derek. Gerard manipula Allison que estava de luto sobre a morte de sua mãe, fazendo ela se tornar uma caçadora implacável.
Mestre do Kanima é revelado para ser Matt Daehler (Stephen Lunsford), um dos alunos da escola de Scott. Matt usa o Kanima/Jackson para procurar vingança contra as pessoas que o deixaram quase afogar-se anos antes numa piscina, na festa da equipe de natação realizada pelo treinador de natação, pai de Isaac. Por causa da conexão entre o Kanima e seu mestre, Stiles descobre que ele teme a água. Na delegacia, Matt ameaça Scott, Stiles e Derek de morte e mata os policiais. Quando a mãe de Scott, Melissa, chega, machuca Scott e o faz transformar na frente dela.
Afogando Matt, Gerard torna-se o novo mestre Kanima/Jackson. Ameaçando matar pessoas próximas a Scott, Gerard o força ajudá-lo no seu plano. Derek descobre a fraqueza do Kanima é o interesse amoroso de sua forma humana, neste caso Lydia. Quando Jackson, evoluindo para uma nova etapa da Kanima, está internado, ele cai nas mãos da mãe de Scott, uma enfermeira, e, posteriormente, Scott e seus aliados. Os caçadores sequestram e torturam Stiles, Erica e Boyd, mas eles são livres. Percebendo que seu pai, Gerard, esta corrompendo sua filha Allison, Chris Argent (JR Bourne) ajuda a Scott e seus aliados a parar o Kanima.
Gerard, confrontando Scott e seus aliados, e tenta forçar Derek a mordê-lo para que ele transformar-se em um lobisomem e se curar de câncer; caso contrário, ele iria mandar o Kanima matar sua própria neta (e namorada de Scott) Allison. No entanto, percebe-se que se Gerard matar Derek, ele se tornaria o Alpha. Uma vez que Gerard foi mordido, é revelado que Scott tinha mudado os medicamentos para o câncer de Gerard com Mountain Ash (um repelente sobrenatural), fazendo com que o organismo de Gerard rejeitasse violentamente a mordida. Antes que Gerard pudesse ordenar ao Kanima/Jackson para matar seus traidores, Lydia se estende para Jackson, que é atacado por Peter e Derek que se evolui para um novo lobisomem e Gerard desaparece. Sentindo-se culpado por seu avô cruel e sua influência sobre ela, Allison rompe-se com Scott.

### Terceira temporada
Parte 1 
Scott e o resto do bando encontram-se em um novo perigo: uma alcateia de alfas que veio para Beacon Hills, em busca de um novo membro para a sua alcateia, acaba causando um caos na cidade. Enquanto isso, Jackson muda-se para Londres. Uma nova e misteriosa professora, Jennifer Blake (Haley Webb), junta-se a Beacon Hills High School e acaba se apaixonando por Derek, mas ela pode não ser o que realmente aparenta. É descoberto que ela é o Darach (um Druída maligno), um assassino responsável por vários sacrifícios na cidade, descobre se ainda que a Lydia é uma Banshee.
Parte 2
Xerife reabre um caso de uma garota desaparecida há 8 anos, e que aparenta ser uma coiote, então descobrem que seu nome é Malia Elizabeth Tate (Shelley Hennig), e logo depois que é filha de Peter e da Loba do Deserto.
Demônios chamados Oni são liberados, por alguém misterioso, e eles atacam cada ser sobrenatural de Beacon Hills, incluindo Scott, Derek, Lydia, Isaac e Kira Ga-Yoon Yukimura (Arden Cho) que é revelada ser uma kitsune. Estes demônios estão procurando por uma pessoa que está possuída por um nogitsune, um espírito de raposa obscura que deleita-se com a dor e o caos, e essa pessoa acaba por ser Stiles, que fica por um tempo na Casa Eichen por achar ser um lugar seguro para não machucar seus amigos, e lá acaba sendo ajudado por Malia, que também está hospedada lá, que depois Stiles é possuido ao salvar Malia. Agora ele representa um perigo para todos os seus amigos e familiares, e cabe a Scott e seu bando deterem-no antes que seja tarde demais. Na noite em que Scott, Lydia, Allison, Ethan, Aiden e Isaac tentam salvar Stiles, dois grandes personagens morrem.

### Quarta temporada
Dois meses depois e ainda se curando de perdas trágicas, Scott, Stiles, Lydia e Kira vão para o 2º semestre do seu penúltimo ano no ensino médio. Isaac partiu de Beacon Hills depois de ficar deprimido por não se despedir de Allison, e Ethan foi embora depois de perder seu irmão. Com mais preocupações humanas do que sobrenaturais, Scott e sua alcateia tentam ajudar sua nova amiga, Malia, a integrar-se de volta à sociedade e os problemas do novo garoto chamado Liam Eugene Dunbar (Dylan Sprayberry), o primeiro Beta agressivo de Scott, transformado para salvá-lo de um ataque de Wendigo. Mas também surpreendentemente, a "ressurreição" de Kate traz uma nova ameaça para o Beacon Hills, juntamente com o surgimento de um outro inimigo misterioso conhecido simplesmente como Benefactor, uma entidade que faz Scott desconfiar de vários conhecidos, até mesmo Peter que novamente está com sua sede de poder após matar Jennifer (Darach). Derek fica cada vez mais fraco e cada vez mais confiante em Scott como alfa, criando dessa vez uma certa amizade com seu ex aprendiz. Além disso ele também se aproxima de Braeden (Meagan Tandy), seu novo interesse amoroso. Enquanto isso, Scott e sua alcateia ainda tentam quebrar o código da lista de mortes que estão prestes a acontecer. Esta lista é só acessível na mente de Lydia que outra vez precisará usar seus dons para impedir que as pessoas que estão nela tenham um final trágico e ela contará com ajuda de um novo ser sobrenatural de Beacon Hills que também está na lista, Jordan Parrish (Ryan Kelley). Scott deve também carregar a responsabilidade de ter seu primeiro Beta e dessa vez sua própria alcateia terá que salvá-lo de algo maior.

### Quinta temporada
Na véspera do primeiro dia de aulas do último ano, Scott e seus amigos enfrentam a possibilidade de um futuro sem uns aos outros graças aos Médicos do Medo que espalham caos pela Cidade de Beacon Hills. Mal sabem eles que forças externas já estão conspirando para dividir o grupo antes mesmo da formatura. Com a ida de Derek, Scott fica cada vez mais preocupado,assim como Stiles, que fica preocupado por ser seu último ano na escola e não faz ideia do que lhe espera no futuro, ele tem medo de ficar longe de seus amigos e de que uma próxima fase da vida deles possa levá-los para caminhos diferentes, apesar de suas melhores intenções. Kira ainda possui sentimentos por Scott e fará de tudo para portegê-lo, até mesmo correr o risco de vê-lo nunca mais. Malia e Stiles dão um tempo em seu relacionamento, pois percebem que a relação deles não passava de uma forte amizade. Lydia acaba passando por uma lavagem cerebral vendo o que pode ocorrer no futuro, mas o que ela vê não é muito bom e isso a faz se afastar de seus amigos para protegê-los. Um novo garoto chamado Theo Karl Raeken (Cody Christian)chega na cidade criando uma quebra na Alcateia de Scott e na amizade dele com Stiles. Isso faz com que o bando tenha que confiar uns aos outros se quiseram continuar juntos e se unirem para salvar suas famílias e amigos das ameças de um ser apavorante chamado Besta de Gévaudan (La Bete de Géuvaudan).

### Sexta temporada
Parte 1
Nuvens de tempestade se aproximam enquanto Scott e o Bando ingressam em seus meses finais do Ensino Médio; Os melhores dias de suas vidas se tornam sombrios quando eles perdem seu aliado mais fiel (Stiles) Dessa vez um novo perigo ameaça toda cidade de Beacon Hills; Os Cavaleiros Fantasmas, seres que capturam pessoas e as levam para um lugar sombrio. Por causa disso as pessoas relacionadas a vítima capturada tem suas lembranças apagadas. E isso acontece com o pai e os amigos de Stiles. O Lobisomem Nazista (der Soldat) que se mantinha em repouso no laboratório dos médicos do medo escapou e se torna outro problema para Scott e sua alcateia, e o único que sabe de sua história é Theo que retorna graças a espada de Kira usada por Liam. Stiles durante toda a temporada fica preso em uma estação de trem onde todas as pessoas esquecidas são levadas, Stiles também é esquecido até mesmo por seu pai, que por causa de sua não existência, acaba trazendo Cláudia a esposa de Noah de volta, para os outros ela está viva, mas o xerife como se esqueceu de seu filho assim como todos, preencheu seu vazio com ela. Enquanto isso Melissa e Chris ficam cada vez mais próximos. Liam e seus amigos ficam mais afastados de Scott, fazendo assim o Beta descobrir por si só, sua responsabilidade e função de liderança. Além disso Scott e seu bando precisam lidar com os crimes de Beacon Hills sem seu detive, cada um precisará lembrar de momentos bons que tiveram com Stiles e o que realmente ele servia para suas vidas, que mesmo com seu humor conseguiu se tornar um sábio professor e conselheiro para Malia, o melhor amigo e irmão para Scott e finalmente o verdadeiro amor para Lydia.
Parte 2
Scott e Stiles vão para a faculdade, mas nem tudo dará certo com a saída da escola. Stiles e Lydia agora estão juntos assim com Melissa e Chris. Malia e Peter agora tem uma relação mais próxima. Liam está a ponto de ser um novo alfa de sua própria alcateia. Scott agora volta a suas origens e novos caçadores ameaçam ele e sua alcateia. Foi anunciado por Jeff Davis durante a Comic-Con 2016 que a sexta temporada será a última e a Parte 2 da Sexta Temporada trará grandes surpresas nestes 10 últimos episódios da série "Teen Wolf".
Colton Haynes, Tyler Hoechlin e Charlie Carver estarão de volta para a segunda parte da temporada como Jackson Whittemore, Derek Hale e Ethan Steiner.
No último episódio, com o bando reunido novamente, eles enfrentam o novo vilão do seriado Anuk-Ite, um ser sobrenatural de fugiu da caçada selvagem e que se alimente do medo das pessoas, esse novo vilão possui a habilidade de transformar pessoas em pedras, quando as mesmas olham em seus olhos, Derek, Jackson, Ethan, Malia e Peter viram pedras, por não conseguirem lutar sem verem, Scott luta contra seu maior medo, o nogitsune mais conhecido como Void Stiles, que é o foco da terceira temporada, para vencer o vilão, Scott arranha seus olhos e fazendo ele ficar cego, Stiles chega e ajuda seu amigo jogando um pote de freixo no Anuk-Ite, depois de 2 anos que venceram, Scott e seu bando acham um beta chamado Alec, que estava sendo caçado o bando o acolhe e termina com todos andando juntos.

## Episódios
| Temporada | Temporada | Eps. | Eps. | Eps.                | Exibição original      | Exibição original     | Audiência (em milhões) |
| Temporada | Temporada | Eps. | Eps. | Eps.                | Início                 | Término               | Audiência (em milhões) |
| --------- | --------- | ---- | ---- | ------------------- | ---------------------- | --------------------- | ---------------------- |
|           | 1         | 12   | 12   | 12                  | 5 de junho de 2011     | 15 de agosto de 2011  | 1.73                   |
|           | 2         | 12   | 12   | 12                  | 3 de junho de 2012     | 13 de agosto de 2012  | 1.69                   |
|           | 3         | 24   | 12   | 12                  | 3 de junho de 2013     | 19 de agosto de 2013  | 1.97                   |
|           | 3         | 24   | 12   | 12                  | 6 de janeiro de 2014   | 24 de março de 2014   | 1.97                   |
|           | 4         | 12   | 12   | 12                  | 23 de junho de 2014    | 8 de setembro de 2014 | 1.61                   |
|           | 5         | 20   | 10   | 10                  | 29 de junho de 2015    | 24 de agosto de 2015  | 1.05                   |
|           | 5         | 20   | 10   | 10                  | 5 de janeiro de 2016   | 8 de março de 2016    | 1.05                   |
|           | 6         | 20   | 20   | 10                  | 15 de novembro de 2016 | 31 de janeiro de 2017 | 0.47                   |
| 10        | 6         | 20   | 20   | 30 de julho de 2017 | 24 de setembro de 2017 |                       | 0.47                   |

## Filme - Revival
No dia 24 de Setembro de 2021, é anunciado oficialmente que Teen wolf irá voltar desta vez para um filme no Paramount Plus, sem data em concreta mas prevista para 2022.
O filme irá ser dirigido pelo criador original da serie Jeff Davis, e contará também com grande parte do elenco oficial sendo que até ao momento só o protagonista Tyler Posey foi comunicado, sendo que o filme também ganhou a sua primeira sinopse:
"Um terrível mal surgiu na cidade de Beacon Hills. Os lobos estão uivando mais uma vez, pedindo o retorno de Banshees, Werecoyotes, Hellhounds, Kitsunes e todos os outros metamorfos da noite. Mas apenas um lobisomem como Scott McCall, não mais um adolescente, mas ainda um Alfa, pode reunir novos aliados e reunir amigos de confiança para lutar contra o que poderia ser o inimigo mais poderoso e mortal que eles já enfrentaram".

## Desenvolvimento e produção
Em junho de 2009 a MTV revelou estar trabalhando em um projeto para resgatar Teen Wolf do bau antigo. Esta é a segunda adaptação para a TV do filme. Uma versão animada foi ao ar na CBS 1986-87. Diretor australiano Russell Mulcahy dirigido a apresentação do piloto. O lobo da MTV tornou-se uma re-imaginação do filme Michael J. Fox a partir de 85 com o criador e produtor-executivo, Jeff Davis desenvolvendo uma versão mais escura, mais sexy e mais ousado do que o original. Desejo de Davis era fazer um filme de suspense com toques de comédia com um tom mais semelhante ao de The Lost. Uma vez que o show foi um sucesso, Davis alinhados Russell Mulcahy, que acrescentou o horror ao projeto. De acordo com Davis, tudo começou com uma ideia de fazer uma homenagem ao Stand by Me, no início, onde as crianças sair e procurar um corpo no mato e não é bem o que eles esperam. No olhar lobisomem eles quiseram um ar mais a labirinto do fauno. Criaturas Guillermo Del Toro foram uma inspiração, descrevendo-as como bonitas, elegantes e assustadoras, ao mesmo tempo.
Anúncios de fundição foram anunciados em dezembro de 2010, o elenco principal é, Tyler Posey, Crystal Reed, Tyler Hoechlin, Dylan O'Brien, Holland Roden e Colton Haynes.
Teen Wolf estreou em 5 de Junho de 2011, na sequência do MTV Movie Awards 2011.
A segunda temporada estreou em 03 de junho de 2012, na sequência do MTV Movie Awards 2012.
Em 12 de julho de 2012, Teen Wolf foi renovada para uma terceira temporada, que ao contrário das outras inclui 24 episódios e o local de produção foi transferido para Los Angeles, Califórnia. A terceira temporada estreou em 3 de junho de 2013, dando a série uma nova alta classificação e audiência.
A quarta temporada estreou em 23 de junho de 2014.
Em 24 de julho de 2014, a MTV renovou Teen Wolf para uma quinta temporada, desta vez com 20 episódios que serão divididos em duas partes. A quinta temporada teve sua estreia no dia 29 de junho de 2015, tendo uma premiere dupla com seu segundo episódio exibido no dia seguinte, 30 de junho. A segunda parte da quinta temporada, a 5B, estreou no dia 05 de janeiro de 2016.
Em 9 de julho de 2015, a série foi renovada para a sua sexta temporada durante a San Diego Comic-Con. Quanto ao número de episódios, a MTV já confirmou que serão 20, que serão divididos em duas partes, igual a terceira e a quinta temporada, mas contando duas historias, dois arcos, assim como a terceira temporada.
Em 21 de Julho de 2016, Jeff Davis anunciou durante a San Diego Comic-Con que a 6ª será a última temporada de Teen Wolf. 

## Diferenças e semelhanças com os filmes
A produção de 12 episódios começou em outubro de 2010, em Atlanta, Georgia. Em 31 de maio de 2011 a MTV divulgou um sneak peek de oito minutos do primeiro episódio da série em seu site. As musicas de Teen Wolf são compostas por "Homario Suby". Na Comic-Con 2012 o elenco da série confirmou a renovação do show para uma terceira temporada com 24 episódios.
A trama original é sobre um típico garoto do ensino médio, chamado Scott McCall, que lida com vida na escola e com os problemas de ser um lobisomem. Em ambas as versões, Scott conseguindo a confiança e a aceitação de seus pais, com seus poderes recém-descobertos e tem um grande amigo chamado Stiles.
Existem diferenças significativas entre o filme e série de TV. Na versão da MTV a série é um drama, suspense e comédia com um tom mais obscuro, enquanto o filme 1985 era simplesmente uma comédia. Nas promos exibidas antes da transmissão da série, os produtores disseram que foram influenciados por Joss Whedon da série de drama colegial Buffy the Vampire Slayer.
Nesta série, Scott joga lacrosse em vez de basquete. No filme original, Scott herda os poderes de lobisomem de seu pai, Harold McCall, que escondeu sua licantropia de seu filho na esperança de que ela pulasse uma geração, enquanto o Scott do programa da MTV é mordido por um lobisomem na floresta. Outra diferença é que no filme original todos sabiam que Scott era um lobo: na atualização moderna continua a ser um segredo para a população em geral, com um pouco da trama explorando os problemas resultantes que surgem de manter sua transformação oculta, além de um conflito interno de Scott sobre ser um lobisomem.
Há uma referência, na parte 1.ª temporada da série, para a qual o personagem Peter Hale zomba do lacrosse e diz em sua época todo mundo jogava basquete.
A sequência de Teen Wolf, Teen Wolf Too, é uma série não-canônica da MTV, já que envolve os personagens centrais Todd Howard (Jason Bateman) e Stiles (Stuart Fratkin) na faculdade. Teen Wolf Too foi ridicularizada pelos críticos, e não teve uma sequência.

## Recepção

### Critica
A série gerou uma critica positiva para respostas divergentes de críticos profissionais, com alguns elogiando-o como melhor qualidade quando comparados com outros shows da MTV. De acordo com o Metacritic, que atribui uma classificação normalizada em cada 100 das opiniões de críticos a serie possui uma pontuação média de 61 dos 100, que indica "Geralmente opiniões favoráveis", com base em 14 comentários. Metacritic também lista a série de maior audiência da MTV por críticos profissionais. Linda Stasi, uma escritora do New York Post, concedeu à série 'uma pontuação perfeita, afirmando: "Que a séria seria ótima para reunir o público adolescente, que era o foco da MTV".
Após o final da primeira temporada em agosto de 2011, Ian Grey de indieWire deu à série uma revisão positiva e Angel Cohn de Television Without Pity dizendo que a série era a terceira melhor estreia de do verão. Já a BuddyTV clasificou a série como a quarta melhor nova série do ano de 2011, e ainda fez uma comparação a outra série de drama sobrenatural, The Vampire Diaries.

### Audiência
A estreia da série atraiu um total de 2,17 milhões de telespectadores nos EUA. Depois de ventilar seu terceiro episódio, Teen Wolf foi relatado para estar caminhando para sua quarta semana com uma enorme dinamismo na sequência de um aumento de 23% na publico. Teen Wolf foi o primeiro show da MTV conseguir uma média de 2,1 milhões espectadores em geral, no final da primeira temporada.
| Temporada     | Emissora | Estreia                | Estreia                        | Final                 | Final                        | Audiência (em milhões) |
| Temporada     | Emissora | Data                   | Estreia Audiência (em milhões) | Data                  | Final Audiência (em milhões) | Audiência (em milhões) |
| ------------- | -------- | ---------------------- | ------------------------------ | --------------------- | ---------------------------- | ---------------------- |
| 1.ª Temporada | MTV      | 5 de Junho de 2011     | 2.17                           | 15 de Agosto de 2011  | 2.08                         | 1.73                   |
| 2.ª Temporada | MTV      | 4 de Junho de 2012     | 2.11                           | 13 de Agosto de 2012  | 1.71                         | 1.69                   |
| 3.ª Temporada | MTV      | 3 de Junho de 2013     | 2.36                           | 24 de Março de 2014   | 2.26                         | 1.98                   |
| 4.ª Temporada | MTV      | 23 de Junho de 2014    | 2.18                           | 8 de Setembro de 2014 | 1.54                         | 1.61                   |
| 5.ª Temporada | MTV      | 29 de Junho de 2015    | 1.53                           | 8 de Março de 2016    | 0.80                         | 1.04                   |
| 6.ª Temporada | MTV      | 15 de Novembro de 2015 | 0.57                           |                       | 0.68                         | 0.47                   |

## Exibição no Brasil e Portugal
A série estreou no Brasil pela Sony Spin em junho de 2011, legendada. Em agosto, o canal reexibiu a temporada dublada. A 2.ª temporada estreou no dia 8 de agosto de 2012, onde foi exibida dublada e legendada simultaneamente. Em 10 de janeiro de 2014, a série começou a ser transmitida pelo Canal Sony, que reexibiu as duas primeiras temporadas dubladas. Em 20 de junho do mesmo ano, o canal começou a exibir o terceiro ano, até então inédito, mas apenas legendado. Um mês depois, em julho de 2014, a Sony Spin sai do ar e vira o Lifetime. Com isso, o Sony passa a ser a emissora oficial da série no Brasil. Teen Wolf está também disponível na Netflix.
Em Portugal, a série estreou no Panda Biggs em 24 de outubro de 2011 com uma dublagem portuguesa, até 2013. Em 2014 mudou-se para o canal MOV, que eventualmente foi extinto, e com essa mudança a série deixou de ser dublada e passou a ser legendada. Até à 4ª. Temporada estrear na nova casa, eles decidiram passar todas as temporadas anteriores (1-3). E por fim chega a 27 de novembro de 2014 a quarta temporada a Portugal. A quinta (5A e 5B) ainda estrearam no MOV. Em 2017 foi anunciado que o canal MOV iria encerrar as suas emissões, com isto Teen Wolf ganha, outra vez, uma nova casa, o AMC. A sexta e última temporada estreou em janeiro de 2018. Em 2017 o AMC não foi o único canal que ficou a com a telessérie, as temporadas 1-5 foram para o canal por subscrição TVCine e a 6ª no AMC. Teen Wolf está também disponível na Netflix.
| Canal      |                         |           |
| Canal      | Fim da temporada        | Episódios |
| ---------- | ----------------------- | --------- |
| Sony Spin  | 9 de novembro de 2011   | 12        |
| Sony Spin  | 17 de outubro de 2012   | 12        |
| Canal Sony | 26 de setembro de 2014  | 24        |
| Canal Sony | 20 de fevereiro de 2015 | 12        |
| Canal Sony | 5 de julho de 2016      | 20        |
| 6          | 22 de Março de 2018     | 20        |

## Premiações
| Ano  | Premiação                | Categoria                                                  | Indicados                                                           | Resultado |
| ---- | ------------------------ | ---------------------------------------------------------- | ------------------------------------------------------------------- | --------- |
| 2011 | Teen Choice Awards       | Choice TV Fantasy/Sci-Fi                                   | Teen Wolf                                                           | Indicado  |
| 2011 | Teen Choice Awards       | Choice Summer TV Show                                      | Teen Wolf                                                           | Indicado  |
| 2011 | Teen Choice Awards       | Breakout Star                                              | Tyler Posey                                                         | Indicado  |
| 2011 | Teen Choice Awards       | Choice Summer TV Star – Male                               | Tyler Posey                                                         | Indicado  |
| 2011 | Teen Choice Awards       | Choice Summer TV Star – Female                             | Crystal Reed                                                        | Indicado  |
| 2011 | Teen Choice Awards       | Choice TV Actress: Fantasy/Sci-Fi                          | Crystal Reed                                                        | Indicado  |
| 2012 | Saturn Awards            | Best Youth-Oriented Series on Television                   | Teen Wolf                                                           | Venceu    |
| 2012 | Teen Choice Awards       | Choice Summer TV Show                                      | Teen Wolf                                                           | Venceu    |
| 2012 | Teen Choice Awards       | Choice Summer TV Star – Male                               | Tyler Posey                                                         | Venceu    |
| 2012 | Teen Choice Awards       | Choice Summer TV Star – Female                             | Crystal Reed                                                        | Indicado  |
| 2012 | en:Imagen Award          | Best Actor/Television                                      | Tyler Posey                                                         | Indicado  |
| 2012 | en:ALMA Award            | Favorite TV Actor – Leading Role                           | Tyler Posey                                                         | Venceu    |
| 2013 | Saturn Awards            | Best Youth-Oriented Series on Television                   | Teen Wolf                                                           | Venceu    |
| 2013 | en:Young Hollywood Award | Best Ensemble                                              | Tyler Posey Crystal Reed Dylan O'Brien Tyler Hoechlin Holland Roden | Venceu    |
| 2013 | Teen Choice Award        | Choice Summer TV Show                                      | Teen Wolf                                                           | Indicado  |
| 2013 | Teen Choice Award        | Choice Summer TV Star – Male                               | Tyler Posey                                                         | Venceu    |
| 2014 | Saturn Awards            | Best Youth-Oriented Series on Television                   | Teen Wolf                                                           | Venceu    |
| 2014 | Teen Choice Awards       | Choice TV: Sci-Fi/Fantasy Series                           | Teen Wolf                                                           | Indicado  |
| 2014 | Teen Choice Awards       | Choice TV: Actor Sci-Fi/Fantasy                            | Tyler Posey                                                         | Indicado  |
| 2014 | Teen Choice Awards       | Choice TV: Villain                                         | Dylan O'Brien                                                       | Venceu    |
| 2014 | Teen Choice Awards       | Choice Scene Stealer: Male                                 | Tyler Hoechlin                                                      | Venceu    |
| 2014 | Young Hollywood Award    | Bingeworthy TV Show                                        | Teen Wolf                                                           | Indicado  |
| 2015 | Saturn Awards            | Best Performance by a Younger Actor in a Television Series | Tyler Posey                                                         | Indicado  |
| 2015 | Saturn Awards            | Best Youth-Oriented Television Series                      | Teen Wolf                                                           | Indicado  |
| 2015 | Teen Choice Awards       | Choice TV: Villain                                         | The Dread Doctors                                                   | Indicado  |
| 2015 | Teen Choice Awards       | Choice TV: Scene Stealer                                   | Dylan O'Brien                                                       | Venceu    |
| 2015 | Teen Choice Awards       | Choice TV: Summer Show                                     | Teen Wolf                                                           | Venceu    |
| 2015 | Teen Choice Awards       | Choice TV Summer Star: Male                                | Tyler Posey                                                         | Indicado  |
| 2016 | People's Choice Awards   | Favorite Cable TV Sci-Fi/Fantasy Show                      | Teen Wolf                                                           | Indicado  |
| 2016 | Saturn Awards            | Best Horror TV Series                                      | Teen Wolf                                                           | Indicado  |
| 2016 | Saturn Awards            | Best Younger Actor on TV                                   | Dylan Sprayberry                                                    | Indicado  |
| 2016 | Saturn Awards            | Best Guest Performance on TV                               | Steven Brand                                                        | Indicado  |

## Para leitura

### Livro
- 2012, Nancy Holder, On Fire: A Teen Wolf Novel, Simon & Schuster, ISBN 978-1-45-167447-7

Em junho de 2012, a MTV lançou o livro On Fire, por Nancy Holder. A arte da capa apresenta Tyler Posey com olhos amarelos brilhantes, com um fundo vermelho fogo. O livro conta a história de Scott McCall e da primeira temporada de Teen Wolf.

### Quadrinhos
A temática de quadrinhos sobre o show foi lançado em setembro de 2011 pela Image Comics.